# Sveriges flagga
Sveriges flagga is een compositie van de Zweedse componist Hugo Alfvén.
Het is een toonzetting van een nationalistische tekst van Karl Gustav Ossiannilsson. Die schreef het ter viering van de nationale feestdag van Zweden in 1916. Alfvén vond het moeilijk om muziek bij die tekst te schrijven, met name de laatste (oorspronkelijke) regel gaf problemen: "God is met ons, Hij is met een vreedzaam volk." De Zweden waren in de voorbije eeuwen juist geen vreedzaam volk. Alfvén wijzigde de tekst (later met toestemming van de auteur) in "Hij is met een vrij volk." Toen dat eenmaal akkoord was, schreef Alfvén de muziek met als werktitel Sveriges banner gedurende een treinreis. Hij verdiende er een Litteris et Artibus-onderscheiding mee.
Alfvén hoefde zich geen zorgen te maken om de kwaliteit van de zangers, zijn "eigen" koor Orphei Drängar vormde de basis van het koor dat de hymne op 6 juni 1916 in het Stockholms Olympiastadion zong.
Voor ondersteuning van de hymne is begeleiding mogelijk door piano of militair orkest. Die laatste in de samenstelling:
- 1 piccolo, 1 dwarsfluit, 1 esklarinet, 3 besklarinetten,
- 1 sopraansaxofoon, 2 altsaxofoons, 3 tenorsaxofoons
- 4 hoorns, 1 escornet, 1 cornet, 2 trompetten, 3 trombones, 2 eufoniums, 3 tuba’s
- 2 man percussie

## Discografie
- Uitgave BIS Records: Orphei Drängar o.l.v. Robert Sund (a capella-versie)